# Jeżogłówka

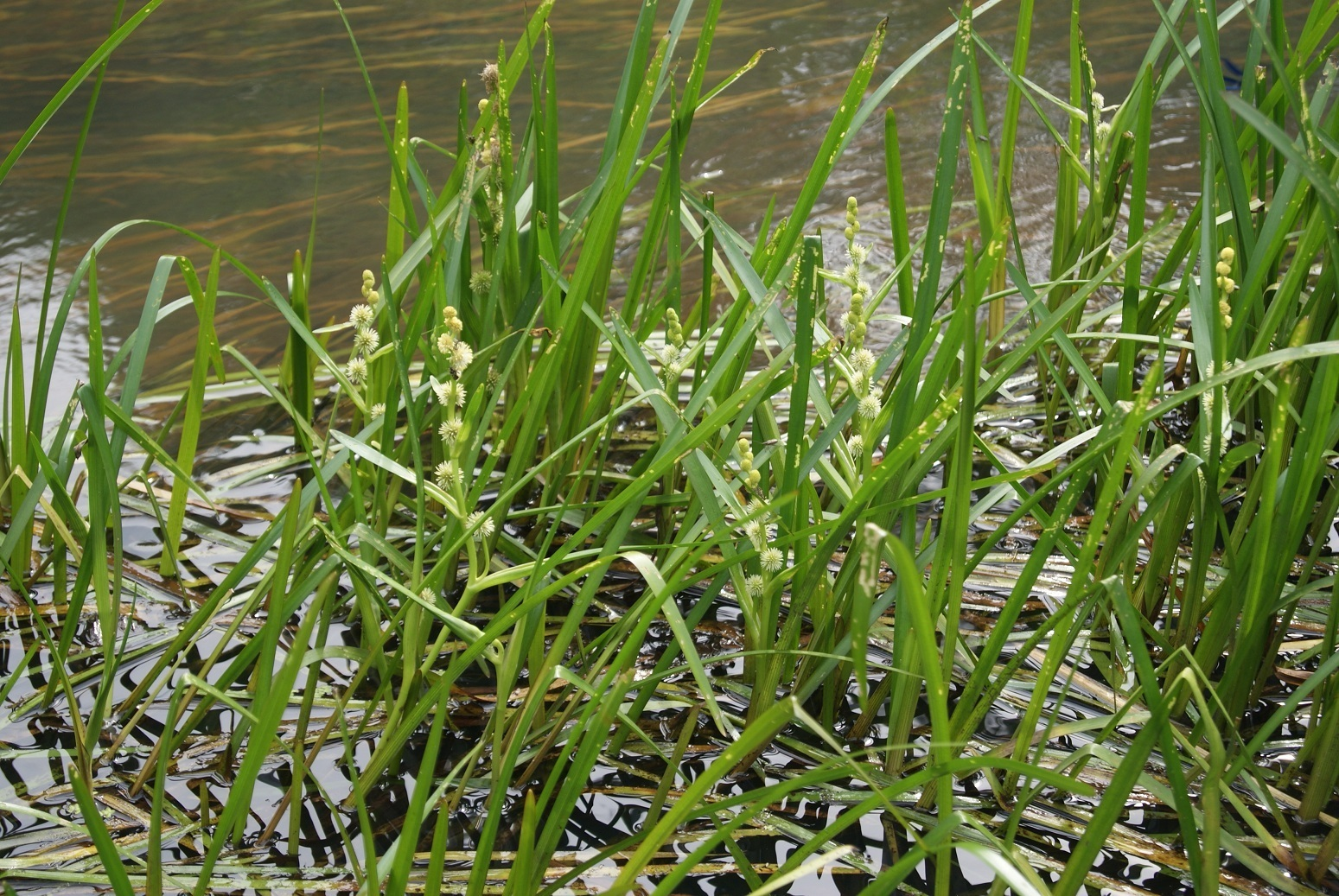
Jeżogłówka pojedyncza

Jeżogłówka (Sparganium L.) – rodzaj roślin jednoliściennych zaliczany w niektórych systemach klasyfikacyjnych (m.in. system Cronquista z 1981, system Reveala z lat 1994–1999 i 2007) do monotypowej rodziny jeżogłówkowatych (Sparganiaceae). W ujęciu Angiosperm Phylogeny Website i według systemu APG IV z 2016 rodzaj włączany jest do rodziny pałkowatych (Typhaceae). Obejmuje w zależności od ujęcia 19 do 21 gatunków. Rośliny te występują głównie w strefie umiarkowanej półkuli północnej. Związane są z brzegami wód. 

## Zasięg geograficzny

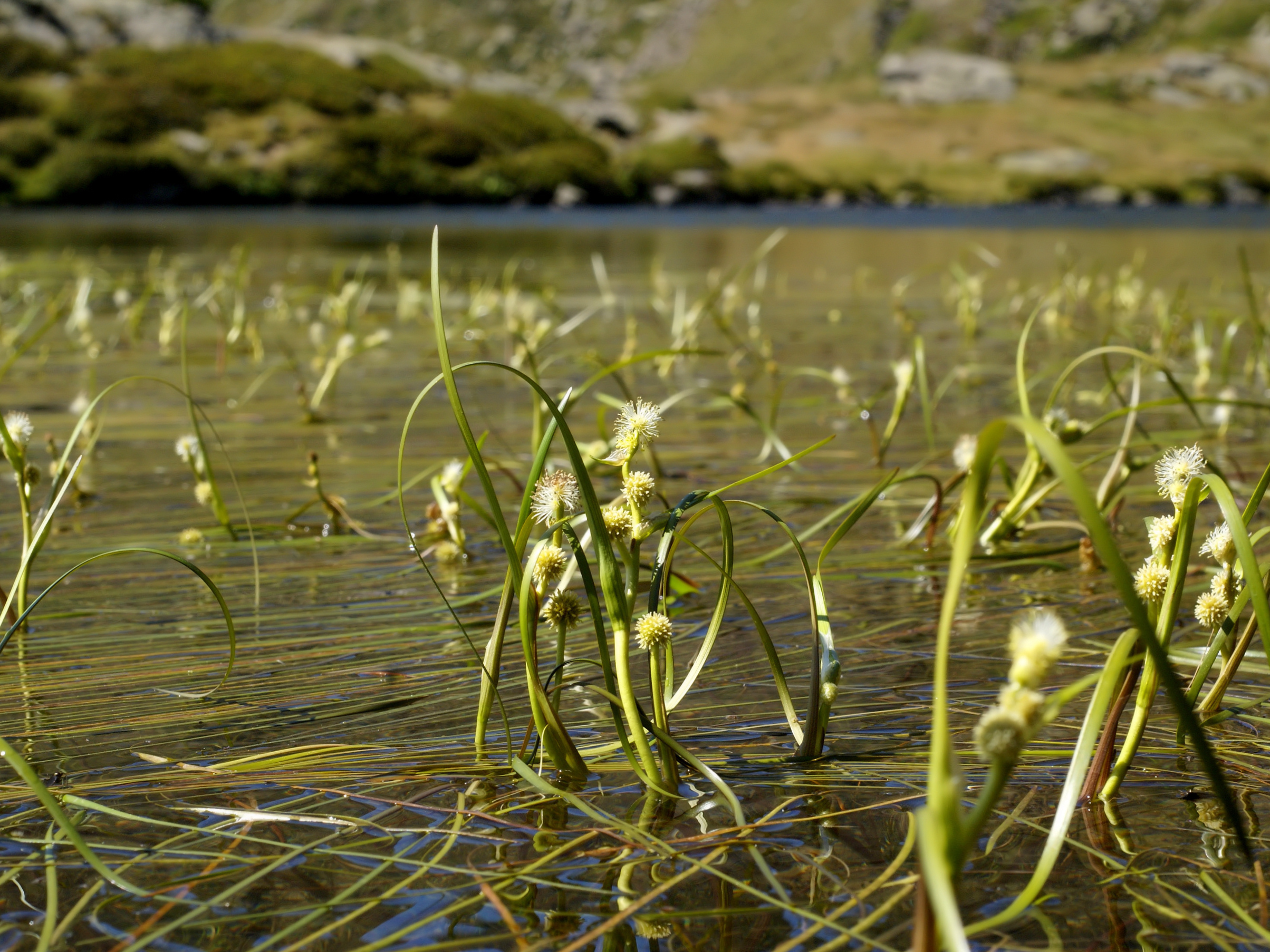
Jeżogłówka pokrewna

Jeżogłówki występują głównie w północnej części strefy umiarkowanej na półkuli północnej, część gatunków ma zasięg okołobiegunowy. Największe zróżnicowanie występuje we wschodniej Azji i w Ameryce Północnej. Nieliczne gatunki występują na południu w Meksyku i na wyspach Oceanu Spokojnego sięgając po Nową Zelandię. W Europie obecnych jest 7 gatunków. W Polsce rosną cztery gatunki, jeden podgatunek podnoszony w niektórych ujęciach do rangi gatunku i mieszaniec.
Gatunki flory Polski
Pierwsza nazwa naukowa według listy krajowej, druga – obowiązująca według bazy taksonomicznej Plants of the World online (jeśli jest inna)
- jeżogłówka gałęzista Sparganium erectum L. em. Rchb. s.s.
- jeżogłówka najmniejsza Sparganium natans L.
- jeżogłówka pojedyncza Sparganium emersum Rehmann
- jeżogłówka pokrewna Sparganium angustifolium F. Michx.
- jeżogłówka różnolistna Sparganium ×diversifolium Graebn. ≡ Sparganium × splendens Meinsh.
- jeżogłówka zapoznana Sparganium neglectum Beeby ≡ Sparganium erectum subsp. neglectum (Beeby) K.Richt.

## Morfologia
PokrójByliny zielne, zanurzone lub bagienne, nierzadko z częścią liści zanurzonych lub pływających na powierzchni i częścią liści wzniesionych nad powierzchnię wody. Wznoszące się lub unoszące w wodzie łodygi wyrastają z pełzającego kłącza.
LiścieBifacjalne, równowąskie, płasko rozpostarte lub zgięte wzdłuż, z kilem, zwykle gąbczaste, równolegle unerwione, całobrzegie.
KwiatyDrobne, jednopłciowe, krótkoszypułkowe, zebrane w złożone, kuliste kwiatostany. Drobnych, łuskowatych listków okwiatu jest 1–6 w kwiatach męskich i 3–4 w kwiatach żeńskich. Pręcików jest od 1 do 8. Słupek górny, zwykle z jednego owocolistka rzadziej z 2 lub 3 (słupek synkarpiczny). W owocolistku (owocolistkach) zalążek jest pojedynczy.
OwoceSuche, z trwałym okwiatem i szypułką, często też z zachowanym słupkiem i znamieniem. Morfologia dojrzałych owoców odgrywa istotną rolę taksonomiczną.

## Biologia i ekologia
Kwiaty są bezwonne i wiatropylne, rzadziej zapylane są przez bzygowate. Kwitnienie przypada na okres od późnej wiosny do końca lata, jest krótsze u roślin występujących na wyższych szerokościach północnych i na wyższych wysokościach. Owoce dojrzewają późnym latem i jesienią. Są istotnym składnikiem diety kaczkowatych jesienią i wczesną zimą. Liczba chromosomów n = 15. 

## Systematyka
Pozycja i podział rodziny według Angiosperm Phylogeny Website (aktualizowany system APG IV z 2016)
Rodzaj jeżogłówka włączany jest do rodziny pałkowatych (Typhaceae). Rodzina ta stanowi grupę siostrzaną dla rodziny bromeliowatych Bromeliaceae, wraz z którymi tworzy klad bazalny rzędu wiechlinowców (Poales).
Pozycja w systemie Reveala (1994–1999)
Gromada okrytonasienne (Magnoliophyta Cronquist), podgromada Magnoliophytina Frohne & U. Jensen ex Reveal, klasa jednoliścienne (Liliopsida Brongn.), podklasa komelinowe (Commelinidae Takht.), nadrząd Typhanae Thorne ex Reveal, rząd pałkowce (Typhales Dumort.), rodzina jeżogłówkowate (Sparganiaceae F. Rudolphi).
Wykaz gatunków
- Sparganium americanum Nutt.
- Sparganium androcladum (Engelm.) Morong
- Sparganium angustifolium Michx. – jeżogłówka pokrewna
- Sparganium confertum Y.D.Chen
- Sparganium emersum Rehmann – jeżogłówka pojedyncza
- Sparganium erectum L. – jeżogłówka gałęzista
- Sparganium eurycarpum Engelm.
- Sparganium fallax Graebn.
- Sparganium fluctuans (Engelm.) B.L.Rob.
- Sparganium glomeratum (Laest. ex Beurl.) Beurl.
- Sparganium gramineum Georgi
- Sparganium hyperboreum Laest. ex Beurl.
- Sparganium japonicum Rothert
- Sparganium kawakamii H.Hara
- Sparganium limosum Y.D.Chen
- Sparganium × longifolium Turcz. ex Ledeb.
- Sparganium natans L. – jeżogłówka najmniejsza
- Sparganium × oligocarpon Ångstr.
- Sparganium probatovae Tzvelev
- Sparganium rothertii Tzvelev
- Sparganium × speirocephalum Neuman
- Sparganium × splendens Meinsh.
- Sparganium stoloniferum (Buch.-Ham. ex Graebn.) Buch.-Ham. ex Juz.
- Sparganium subglobosum Morong
- Sparganium yunnanense Y.D.Chen